# Bataille de Louvain (891)
Pour les articles homonymes, voir Bataille de Louvain.
Batailles
- Messac (843)
- Blain (843)
- Ballon (845)
- Jengland (851)
- Brissarthe (866)
- Trans-la-Forêt (939)
- Conquereuil (992)

La bataille de Louvain, également appelé bataille de la Dyle, a lieu en septembre 891 en Francie orientale. Elle oppose une armée franque commandée par le roi Arnulf de Carinthie à une armée viking dirigée par deux chefs danois Sigfried et Gotfried. Elle est rapportée dans plusieurs sources médiévales, notamment les Annales de Fulda, la Chronique anglo-saxonne et la Chronique de Réginon de Prüm.

## Contexte
À partir de 865, la Grande Armée mène une série de campagnes militaires en Angleterre. Cependant, après sa défaite décisive face au roi Alfred le Grand à la bataille d’Edington en 878, les Vikings cherchent d’autres régions à piller. Parallèlement, la Francie entre dans une phase de troubles politiques après la mort du roi Louis II en 879, marquée par des luttes pour le pouvoir entre différents prétendants à la couronne.
Profitant de cette instabilité, les Vikings lancent une nouvelle invasion en Francie orientale en juin 891, au moment où le roi Arnulf est occupé en Bavière à combattre les Slaves. Le 26 juin, une troupe franque rencontre des éclaireurs vikings et les suit jusqu’à leur camp. Après un bref affrontement, les Francs tentent de fuir mais sont tués. Les Vikings poursuivent alors leurs pillages dans la région.
Si peu de chefs militaires parviennent à s’opposer aux incursions, une partie de la population, notamment des évêques et des paysans, organise néanmoins des formes de résistance et renforce les défenses locales.

## Déroulement
Informé de la situation, Arnulf rassemble une armée importante et se dirige vers le camp viking établi sur la rivière Dyle. Les Vikings ont fortifié leur position par des levées de terre et une palissade en bois. À son arrivée, Arnulf hésite à lancer l’assaut en raison des défenses ennemies. Il fait alors descendre la majorité de sa cavalerie pour renforcer ses fantassins, tout en conservant une petite unité montée à l’arrière pour prévenir une attaque-surprise.
L’armée franque finit par pénétrer dans le camp viking et repousse les envahisseurs. Une grande partie des combattants scandinaves est tuée, y compris les chefs Sigfried et Gotfried.

## Conséquences
La victoire franque à Louvain met fin, pour un temps, aux raids vikings dans la région. Toutefois, plusieurs sources mentionnent une famine survenue en 892, qui contribue à la retraite des Scandinaves. Cette accalmie reste temporaire, car les Vikings reprennent leurs attaques quelques années plus tard, notamment dans l’ouest de la Francie, le long de la Seine et de la Loire, dès 896.